# Mola i Serradora de Cal Pal
La mola i la serradora de Cal Pal és un edifici rural construït a final del segle xvi que van deixar de funcionar amb la seva funció original, als anys 1960.

## Descripció
Tant la serradora com la mola es troben al marge del riu Valira del Nord, ja que utilitzen la força de l'aigua per funcionar. Aquest riu havia de ser prou cabalós per assegurar la força necessària per serrar la fusta. Des de fa molts anys, la força de l'aigua ha estat utilitzada per a diverses tasques, entre les quals es troba, de forma destacada, moldre gra, ja sigui de blat o de blat de moro.
L'any 1996 es va reobrir com a Centre d'interpretació amb tots els seus elements originals restaurats.